# Морату, Антониу (1937)
Антониу Энрикеш Морату (порт. António Henriques Morato; 20 марта 1937, Лиссабон — 19 июня 2025) — португальский футболист, защитник.

## Карьера

### Клубная карьера
Морату родился в Лиссабоне и восемь сезонов провёл за местный клуб «Спортинг». В сезоне 1961/62 он провёл 21 матч и помог команде выиграть национальный чемпионат.
В 1966 году Морату стал игроком клуба «Баррейренсе», в котором провёл один сезон. В 1967 году перешёл в команду «Ориентал».
Завершил карьеру футболиста в 1968 году в возрасте 31 года.

### Карьера в сборной
8 октября 1961 года Морату провёл свой единственный матч в составе национальной сборной Португалии в отборочном этапе на чемпионат мира по футболу 1962.

### Смерть
Скончался 19 июня 2025 года в возрасте 88 лет.

## Личная жизнь
Сын Морату, которого тоже зовут Антониу, так же как и отец являлся игроком сборной Португалии по футболу.